# Doris Zutt

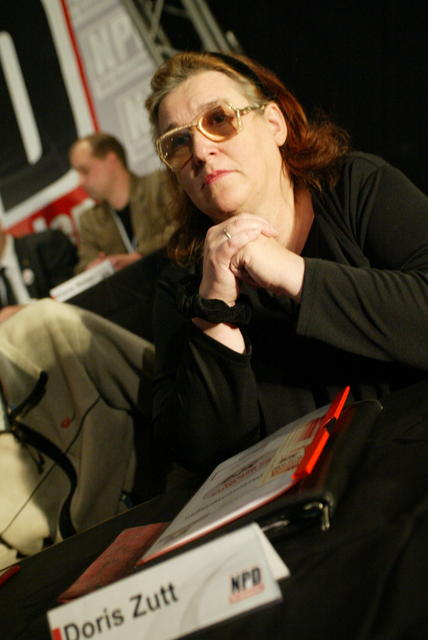
Doris Zutt, 2007

Doris Klara Hildegard Zutt (* 1955 in Hanau) ist eine deutsche Politikerin (NPD).

## Leben
Doris Zutt hat eine Ausbildung zur Altenpflegerin absolviert. 1982 trat sie in die NPD ein. Seit 1989 konnte sie mehrmals in das Gemeindeparlament in Ehringshausen einziehen. Aufgrund der knappen Mehrheitsverhältnisse waren ihre und die Stimme ihres Mannes Alfred Zutt (NPD) ausschlaggebend für die Wahl des Bürgermeisters. Zutt wurde Vorsitzende des Umweltausschusses. 1997 erzielte sie ihr bestes Ergebnis mit 22,9 %. Zutt war zudem Kreistagsmitglied des Lahn-Dill-Kreises. Seit 1993 leitet Zutt als Bundesvorstandsmitglied der NPD das Referat Familien- und Sozialpolitik. Sie war lange Zeit die einzige Frau im NPD-Vorstand. 2002 war sie eine von 14 Auskunftspersonen, die im Zuge des NPD-Verbotsverfahrens vor das Bundesverfassungsgericht geladen wurden. Bei der Bundestagswahl 2005 trat sie als Direktkandidatin der NPD für den Wahlkreis 174 (Lahn-Dill) an und erhielt 2,3 % der Erststimmen. 2007 kandidierte sie für das Oberbürgermeisteramt in Frankfurt am Main. Bei der Landtagswahl in Hessen 2008 war sie Spitzenkandidatin der NPD, wobei sie 1,4 % erreichte. 2008 zog sie mit ihrem Ehemann nach Waren (Müritz). Dort kandidierte die NPD mit fünf Kandidaten zur Kommunalwahl 2009. Doris Zutt zog als einzige NPD-Kandidatin in den Kreistag Müritz und in die Stadtvertretung von Waren (Müritz) ein. In Literatur wurde Zutt als „Spitzenpolitikerin ihrer Partei mit Führungsfunktionen“ beschrieben.
In den Schlagzeilen war Zutt im Zusammenhang mit den von ihr betriebenen Läden in Ehringshausen und Waren, die mit ihrem Angebot Anlaufstellen für die rechtsextreme Szene sind. 2004 wurde Zutt durch die Polizei aus dem Wetzlarer Kreistag abgeführt. Zutt hatte sich geweigert, den Kreistag zu verlassen, nachdem sie der Kreistagsvorsitzende nach einem Eklat von der weiteren Sitzung ausgeschlossen hatte. Auf ganz ähnliche Weise wurde sie 2015 aus der Stadtvertretung von Waren abgeführt.